# Comuna Dmîtro-Bilivka, Kazanka
Dmîtro-Bilivka (în ucraineană Дмитро-Білівка) este o comună în raionul Kazanka, regiunea Mîkolaiiv, Ucraina, formată din satele Bilivka, Dmîtro-Bilivka (reședința), Nova Vîsun, Novodanîlivka și Novoukraiinka.

## Demografie
Componența lingvistică a comunei Dmîtro-Bilivka
     Ucraineană (93,17%)
     Română (3,21%)
     Rusă (2,68%)
     Alte limbi (0,8%)
Conform recensământului din 2001, majoritatea populației comunei Dmîtro-Bilivka era vorbitoare de ucraineană (93,17%), existând în minoritate și vorbitori de română (3,21%) și rusă (2,68%).